# Jingzhe (Zeitung)
Jingzhe (chinesisch 驚蟄, Pinyin Jīngzhé) übersetzt Frühlingsfest (engl. Spring Festival) oder Erwachen aus dem Winterschlaf (engl. Awakening from Hibernation) war eine in den späten 1930er Jahren in Chengdu, Republik China erscheinende Zeitung. Als eine der letzten der breiten Öffentlichkeit zugänglichen Plattformen des Anarchismus in China war sie eine von mehreren in der Zeit erscheinenden Zeitschriften chinesischer Anarchisten, wies dabei jedoch das geradlinigste anarchistische Profil auf. In der Spätphase der Qing-Dynastie hatte der Anarchismus bei Auslandschinesen und im Süden Chinas einen starken Einfluss ausüben können, der nach der Xinhai-Revolution jedoch in einem steten Niedergang begriffen war. Sowohl die aufkommende Kommunistische Partei Chinas als auch die sich zunehmend nationalistisch gebende Kuomintang gingen wiederholt mit Gewalt gegen Anhänger der Ideologie vor.
Die Zeitung, deren Name sich von einer anderen, in den frühen 1920er Jahren in Guangzhou erschienenen herleitete wurde 1937, kurz nach Beginn des Zweiten Japanisch-Chinesischen Krieges in Chengdu von Lu Jianbo und anderen Anarchisten gegründet. Durch den Rückzug der chinesischen Regierung und Industrie nach Sichuan wuchs die Bedeutung der Stadt rasant, parallel dazu geriet sie aber unter wiederholte Luftangriffe der japanischen Luftstreitkräfte.
Anders als viele Anarchisten, die Krieg häufig aus Gründen des Klassenkampfes ablehnten, unterstützte die Redaktion der Jingzhe den Krieg gegen Japan als einen Widerstand gegen Unterdrückung und warb für eine Massenmobilisierung der Bevölkerung. Dies führte in einer Ausgabe von 1938 zur öffentlichen Rehabilitierung von Pjotr Alexejewitsch Kropotkin. Dieser hatte 1916 das Manifest der Sechzehn unterzeichnet, in dem einflussreiche Anarchisten sich im Ersten Weltkrieg für eine Unterstützung der Entente cordiale aussprachen. Viele hatten ihm dies als Verrat an der Arbeiterklasse und anarchistischen Prinzipien ausgelegt. Jingzhe berichtete ausführlich über den zu der Zeit herrschenden Spanischen Bürgerkrieg und druckte wiederholt ins Chinesische übersetzte Aufsätze spanischer Anarchisten ab. Zu den Autoren zählte auch der Schriftsteller Ba Jin, der nach der Beilegung eines Streits mit Lu Jianbo einen Artikel über den 1936 gefallenen Buenaventura Durruti verfasste. Ba sprach sich in der Zeitung auch wiederholt für die Bildung einer Volksfront aus Anarchisten, Kommunisten, Sozialisten und Antifaschisten nach dem Vorbild der spanischen Frente Popular im Kampf gegen das Japanische Kaiserreich aus, obwohl bereits seit 1937 die Zweite Einheitsfront zwischen Kommunistischer Partei und Kuomintang bestand.
Mit der sich zuspitzenden Kriegslage musste Jingzhe im Jahr 1940 eingestellt werden.